# Paratemelia
Paratemelia is een geslacht van vlinders van de familie Zaksikkelmotten (Lypusidae).

## Soorten
- P. meyi Lvovsky, 2007
- P. namibiella Lvovsky, 2007